# سراج الدين المخزومي
سراج الدين المَخْزُومي الرفاعي (793 - 885 هـ = 1391 - 1480 م) هو مفسر، ومحدث، ونسابة (عالم بالأنساب)، عُرف بشيخ الإسلام بالشام في عصره، وهو من الصوفية المتأثرين بابن عربي. قال الشعراني في اليواقيت والجواهر في بيان عقائد الأكابر: «وكان الشيخ سراج الدين المخزومي شيخ الإسلام بالشام يقول: إياكم والإنكار على شيء من كلام الشيخ محيي الدين؛ فإن لحوم الأولياء مسمومة، وهلاك أديان مبغضهم معلومة، ومَن أبغضهم تنصّر ومات على ذلك، ومن أطلق لسانه فيهم بالسب؛ ابتلاه الله بموت القلب».

## اسمه
هو: سراج الدين أبو المعالي محمد بن عبد الله بن محمد خزام السليم بن عبد الكريم الرفاعي الواسطي المخزومي الحسيني. وقد ذكر اسمه ونسبه كاملاً أبو الهدى الصيادي (ت 1328 هـ) في كتابه (خزانة الأمداد في أخبار الغوث الكبير السجاد).

## حياته
ولد بواسط في العراق سنة 793هـ/1391م، ورحل إلى الشام وأقام مدة بدمشق وخاطبه ملوكها بشيخ الإسلام، ودخل مصر واجتمع بسراج الدين البلقيني وتلقى عنه شيئاً من علم الشريعة، والبلقيني تلقى عنه الطريقة الرفاعية، فكلاهما شيخ الآخر من طريق. وحج واعتمر ودخل اليمن ورجع إلى الحجاز، ثم رجع إلى العراق وعظم شأنه في بغداد، وتوفي بها سنة 885هـ/1480م.

## دفاعه عن ابن عربي
كان سراج الدين المخزومي من أكبر المدافعين عن ابن عربي في وقته، وله كتاب في الدفاع عنه اسمه: (كشف الغطاء عن أسرار كلام الشيخ محيي الدين) قال فيه: «كيف يسوغ لأحد من أمثالنا الإنكار على ما لم يفهمه من كلامه في الفتوحات وغيرها، وقد وقف على ما فيها نحو من ألف عالم وتلقوها بالقبول»، وأطال في هذا الكتاب في مدحه، ونقل الثناء عليه من غير واحد من العلماء، مثل: سراج الدين البلقيني، وتقي الدين السبكي، وذكر أنهما رجعا عن الإنكار عليه حين تحققا كلامه وتأويل مراده، وندما على تفريطهما في حقه في البداية، وسلما له الحال فيما أشكل عليهما عند النهاية. وقد نقل عنه الشعراني في (اليواقيت والجواهر) قوله: «وقد شرح كتابه الفصوص جماعة من الأعلام الشافعية وغيرهم، منهم الشيخ بدر الدين بن جماعة، وشاعت كتبه في الأمصار، وقرئت متناً وشرحاً في غالب البلاد، ورويناها بالقراءة الظاهرة في الجامع الأموي وغيره بالإسناد، وتغالى الناس قديماً وحديثاً في شرائها ونسخها وتبركوا بها وبمؤلفها لما كان عليه من الزهد والعلم ومحاسن الأخلاق». ونقل عنه أيضاً أنه قال: «وقد كان الشيخ محيي الدين بالشام وجميع علمائها تتردد إليه ويعترفون له بجلالة المقدار، وأنه أستاذ المحققين من غير إنكار، وقد أقام بين أظهرهم نحواً من ثلاثين سنة يكتبون مؤلفات الشيخ ويتداولونها بينهم».

## موقفه من التكفير
نقل عنه الشعراني في (اليواقيت والجواهر) أنه كان يقول: «قد نص الإمام الشافعي على عدم تكفير أهل الأهواء في (رسالته) فقال لا أكفر أهل الأهواء بذنب، وفي رواية عنه: ولا أكفر أحداً من أهل القبلة بذنب، وفي رواية أخرى عنه: ولا أكفر أهل التأويل المخالف للظاهر بذنب، قال المخزومي رحمه الله: أراد الإمام الشافعي رحمه الله بأهل الأهواء أصحاب التأويل المحتمل كالمعتزلة والمرجئة، وأراد بأهل القبلة أهل التوحيد».

## أقوال العلماء فيه
- جاء في كتاب (الدر الساقط) ما نصه: «كان السيد سراج الدين المخزومي الرفاعي شيخ الإسلام في زمانه علماً وعملاً وتحقيقاً وتمكّناً ورياسة. خدمه العلماء، وأخذ عنه الصلحاء، وتخرج بصحبته أكابر الشيوخ، وتلقى عنه علوم الشريعة أفاضل عصره. تبحّر في العلوم الشرعية وغاص في أسرار الحقائق الطريقية، وألّف كتباً صالحة منها سلاح المؤمن في الحديث، جمع به من آثار النبي ﷺ، وأخباره الصحيحة ما ينور القلوب، ويدفع الكروب ويصلح العوج، ويقرب بإذن الله فتح أبواب الفرج».[9][14]
- قال عنه أبو الهدى الصيادي (ت 1328 هـ) في (خزانة الأمداد): «كان طيب الذكر، عظيم القدر، كثير العلم والعمل، وافر الحرمة، جليل المنزلة، كبير الشأن، ولقّب واشتهر دون إخوته بالمخزومي بسبب أمه السيدة سعدية بنت الأمير عبد الرحمن الخالدي المخزومي، وذلك لعلو شأن بيتهم في العراق والعجم». وقال عنه أيضاً: «وقد أجمع العارفون من أهل عصره على غوثيته وتفرده في مقام عرفانه».[9]

## أقواله
هذه مقتطفات من أقواله مأخوذة من كتاب (خزانة الأمداد في أخبار الغوث الكبير السجاد):
- «أجهل الناس من ظن أن ثوبه يستر عيبه، وأن قالبه ينفع قلبه، وأن كذبه يملأ جيبه، وأن صبغه يبدل شيبه».
- «رب نفحة أخذت قلب الغافل إلى المعرفة، ورب صدمة أخذت قلب العارف إلى الغفلة. فعلى الرجلين ترقب الحالين فترقب العارف أمان، ورجاء الغافل إيمان، والله الحنان المنان».
- «رُب جبرة قلب تجبر شقوة عنتر، ورُب كسرة قلب تكسر كرسي قيصر».
- «الله أكبر، الغفلة بنت الأمن، واليقظة بنت الخوف، والحجاب بينهما الأمر».
- «سلامة المركب أخت سلامة الراكب».
- «روح الطالب ترك المطالب».
- «العالم من علم ما له وما عليه».
- «الوقوف عند حدود الله العلم الأعظم».
- وكان يقول لأصحابه: «أم المنافع معرفة الحدود رغم أنف الحسود».
- ومن كلامه هذان البيتان في نعت النبي محمد :

## مؤلفاته
له مؤلفات، منها:
- البيان في تفسير القرآن.
- سلاح المؤمن في الحديث.
- صحاح الأخبار في نسب السادة الفاطمية الأخيار، أي ما صح من أخبار أنساب ذرية السبطين الحسن والحسين، رد فيه على ابن الأثير في قوله أن خالد بن الوليد انقطع نسله.[15] وغرضه من تأليفه هو تصحيح نسب جده الأعلى عز الدين أحمد الصياد ابن عبد الرحيم الرفاعي الحسيني المولود 574 هـ وهو سبط أحمد الكبير الرفاعي المتوفى 578 هـ.[16]
- جلاء القلب الحزين في التصوف، وهو كتاب مشحون بأخبار جده أحمد الرفاعي.[9]
- رحيق الكوثر من كلام الغوث الرفاعي الأكبر.
- كشف الغطاء عن أسرار كلام الشيخ محيي الدين.
- النسخة الكبرى فيما خاض به أهل علم الحروف والأسماء.

## كراماته
ظهرت له كرامات كثيرة، ذكر بعضها أبو الهدى الصيادي (ت 1328 هـ) في كتابه (خزانة الأمداد في أخبار الغوث الكبير السجاد)، منها أنه مس بيده ظهر رجل أحدب فقوّم الله تقوس ظهره وصار على أحسن تقويم، كأن لم يكن به أحديداب قبل ذلك أبداً.

## وفاته
سكن آخر عمره بغداد حتى مات بها سنة 885 هـ، وله من العمر اثنتان وتسعون سنة، ودفن بصدرية بغداد وله مشهد يزار.

## معلومات إضافية
- ماجد حميد البياتي (2021). هداية المحتار في تشجير كتاب صحاح الأخبار؛ للسيد محمد سراج الدين الرفاعي. بيروت - لبنان: دار الكتب العلمية. مؤرشف من الأصل في 2022-05-07.